# Tajemnica Abigél
Tajemnica Abigél (węg. Abigél) – powieść węgierskiej pisarki Magdy Szabó, wydana w 1970 roku. Jedna z najpopularniejszych węgierskich powieści młodzieżowych. Opowiada o przyjaźni i dorastaniu, a autorce przyniosła międzynarodową sławę. Doczekała się serialowej adaptacji, bardzo popularnej również wśród polskich widzów.

## Fabuła
Akcja powieści rozgrywa się na Węgrzech, na przełomie 1943 i 1944 roku. Główna bohaterka, Gina Vitay, mimo trwającej wojny korzysta z uroków życia. Jak każda nastolatka uczy się, spotyka z koleżankami, flirtuje. Pewnego dnia jej ojciec wysyła ją na odciętą od świata, kalwińską pensję imienia biskupa Matuli. Szkoła słynie nie tylko ze względu na swój wysoki poziom, ale także z powodu rygoru, jakiemu poddane są wychowanki. Dziewczyna początkowo buntuje się i czuje się pokrzywdzona, tęskni za ojcem i swoim ukochanym, którego poznała w Peszcie. Początkowo planuje ucieczkę ze szkoły, jednak wkrótce zmienia się to za sprawą tajemniczej postaci zwanej Abigél, którą podobno reprezentuje stojąca w ogrodzie statua. Szkolna legenda mówi, że posąg pomaga potrzebującym, wystarczy wrzucić do trzymanego przez figurę naczynia karteczkę z życzeniem. Sceptyczna Gina odkrywa, że te karteczki naprawdę ktoś odbiera.
Ojciec w końcu wyjawia córce, dlaczego tak nagle wywiózł ją na odległą prowincję. Generał węgierskiego wojska jest jednym z przywódców ruchu oporu, nawołującego do zakończenia wojny, poddania się i ocalenia jak największej liczby ludzkich istnień, w sytuacji gdy Węgry i tak skazane są na przegraną. Taka postawa nie była popularna w czasie wojny (Węgry oficjalnie współpracowały z nazistami) i miała wielu przeciwników, dlatego ojciec pozbawił córkę peszteńskich przyjemności i ukrył ją, by nikt jej nie porwał i tym nie szantażował jego. W zetknięciu z brutalną wojenną rzeczywistością Gina musi szybko dorosnąć. Z beztroskiej, rozpieszczonej nastolatki zmienia się w młodą, dojrzałą kobietę, która coraz lepiej rozumie siebie, swoich bliskich i świat, w którym żyje.

## W kulturze
- W 1978 roku na kanwie powieści powstał miniserial Abigél w reżyserii Évy Zsurzs[7][8].
- W 1995 roku powstał czteroczęściowy spektakl Abigél w reżyserii Izabelli Cywińskiej z Agnieszką Krukówną oraz Piotrem Fronczewskim w głównych rolach[5][9].